# Orangen sind nicht die einzige Frucht
Orangen sind nicht die einzige Frucht (Originaltitel Oranges Are Not the Only Fruit) ist der Erstlingsroman der britischen Schriftstellerin Jeanette Winterson, der 1985 in Großbritannien veröffentlicht wurde und für den sie mit dem Whitbread First Novel Award ausgezeichnet wurde. Die Übersetzung von Brigitte Waltzeck erschien 1993 im S. Fischer Verlag.
Der stark autobiografisch geprägte Roman erzählt vom Heranwachsen eines adoptierten Mädchens, dessen Adoptivfamilie einer englischen Pfingstgemeinde angehört. Das Mädchen fühlt sich von Beginn an stark zu Frauen hingezogen und eine offen lesbisch ausgelebte Beziehung führt zum Bruch mit der Familie und dem bisherigen sozialen Umfeld. Der Roman wird gelegentlich als lesbischer Roman eingestuft, eine Einordnung, der Jeanette Winterson widerspricht: Die Tatsache, dass die Protagonistin lesbisch sei, führe nicht dazu, dass der Roman von spezifischem Interesse ausschließlich für homosexuelle Menschen sei. Der britische Literaturkritiker John Mullan hat ihn als einen typischen Künstlerroman eingeordnet. Jeanette Winterson hat das Thema ihres Heranwachsens ein zweites Mal in ihren Memoiren Warum glücklich statt einfach nur normal? behandelt. 
Der Roman gilt mittlerweile als ein Klassiker des 20. Jahrhunderts. In Großbritannien gehört er zur Schullektüre und 2015 wählten 82 internationale Literaturkritiker und -wissenschaftler den Roman zu einem der bedeutendsten britischen Romane.

## Handlung
Die Handlung setzt ein, als Jeanette, die Protagonistin des Romans, sieben Jahre alt ist. Ihre Adoptivfamilie gehört der Elim Pentecostal Church an, einer britischen Religionsgemeinschaft, die zur Pfingstbewegung zugerechnet wird. Insbesondere ihre Mutter hofft, dass Jeanette eines Tages Missionarin wird. Das Leben der Familie ist von religiöser Pflichterfüllung geprägt – bereits zum Frühstück liest die Mutter laut aus der Bibel vor und die Bibel ist auch der Text, mit dem sie ihre Mutter zunächst zu Hause das Lesen lehrt. Zur Schule wird Jeanette erst geschickt, als die englischen Behörden eine unmissverständliche Aufforderung zur Einschulung des Mädchens schicken. Es ist ihr erster Kontakt mit Personen, die nicht zu ihrer Glaubensgemeinschaft gehören. Auch in der Schule ist Jeanette eine Außenseiterin: Sie fällt nicht nur durch ihre andersartige Kleidung und ihre begrenzten Lebensumstände auf, sondern predigt ihren Mitschülern auch vom Weltuntergang und der Verdammnis, die sie erwarte. Ihre Schulprojekte haben als Motto bevorzugt einen Bibeltext und ihre Schulaufsätze handeln bevorzugt von Missionierung. 
Jeanette verliert im Alter von sieben Jahren kurzzeitig ihr Gehör – für die Glaubensgemeinschaft ein Zeichen ihrer Erhöhung. Erst als Miss Jewsbury, die ebenfalls zur Gemeinde gehört, klar wird, dass Jeanette krank ist, wird sie im Krankenhaus behandelt. Ihre Krankheit bringt sie Elsie, einem anderen Gemeindemitglied näher, die sie erstmals intensiver mit einem Leben vertraut macht, das außerhalb des biblischen Kontextes steht. Die heranwachsende Jeanette beginnt zunehmend Probleme mit den Lehrmeinungen ihrer Kirche zu haben. Die Liebesbeziehung zu Melanie, bei der ein gemeinsames Bibellesen zum ersten sexuellen Miteinander führt, endet damit, dass sie und Melanie in ihrer Kirche öffentlich angeklagt werden. Während Melanie sofort bereut, wehrt sich Jeanette gegen die Verurteilung ihrer Liebe zu einer anderen Frau. Jeanette flieht und findet Aufnahme bei Miss Jewsbury, die sie des Nachts verführt. Am nächsten Tag versuchen die Ältesten ihr in einem Exorzismus-Ritual ihre Dämonen auszutreiben, indem sie ihr 14 Stunden lang die Hände auflegen. Öffentliche Reue zeigt Jeanette jedoch erst, als ihre Adoptivmutter sie 36 Stunden lang ohne Nahrung einsperrt, innerlich ist sie jedoch davon überzeugt, dass ihre Liebe zu Melanie keine Sünde war.
Jeanette ist wieder in den Schoß ihrer Kirche aufgenommen – gelegentlich predigt sie und gibt regelmäßig eine Bibelstunde. Dies endet, als sie eine Beziehung mit Katy, einem neuen Mitglied der Gemeinde, beginnt. Die Beziehung führt dazu, dass Jeanette sowohl das Predigen als auch das Lehren untersagt wird. Es wird ihr auch vorgeworfen, sie versuche sich wie ein Mann zu verhalten. Jeanette bricht daraufhin mit ihrer Kirche und wird danach von ihrer Familie verstoßen. Sie lebt von Gelegenheitsarbeiten, besucht aber mehrere Jahre später ihre Mutter, die unverändert tief gläubig ist. Die beiden diskutieren zwar Jeanettes Lebensweise nicht, aber das Verhalten der Adoptivmutter lässt darauf schließen, dass sie nun toleranter gegenüber Jeanettes Lebensweg ist.

## Adaptionen
- 1990 strahlte die BBC eine TV-Mini-Serie aus, die auf dem Roman basierte und für die Jeanette Winterson auch das Drehbuch schrieb. Die Hauptrollen wurden von Charlotte Coleman und Geraldine McEwan gespielt. Die Serie gewann 1991 den Special Prize for Fiction des Prix Italia.[4] Im deutschsprachigen Fernsehen war die Serie 1993 zu sehen.
- BBC Audiobooks brachte 1990 den Roman auch als Hörbuch heraus. Gelesen wurde er ebenfalls von Charlotte Coleman.

## Ausgaben
- Orangen sind nicht die einzige Frucht, dt. von Brigitte Walitzek; S. Fischer, Frankfurt am Main 1993. ISBN 3-10-092211-5

## Einzelbelege
1. ↑  Interview auf der Homepage von Jeanette Winterson (Memento des Originals vom 12. April 2021 im Internet Archive)  Info: Der Archivlink wurde automatisch eingesetzt und noch nicht geprüft. Bitte prüfe Original- und Archivlink gemäß Anleitung und entferne dann diesen Hinweis., aufgerufen am 31. Januar 2016
2. ↑  John Mullan über Oranges are not the only fruit im Guardian vom 20. Oktober 2007, aufgerufen am 31. Januar 2016
3. ↑  The Guardian:The best British novel of all times - have international critics found it?, aufgerufen am 31. Januar 2016
4. ↑  Prix Italia, Winners 1949 - 2010, RAI (Memento vom 22. Oktober 2013 im Internet Archive)